# Municipio de Richland Center
El municipio de Richland Center (en inglés: Richland Center Township) es un municipio ubicado en el condado de Slope en el estado estadounidense de Dakota del Norte. En el año 2010 tenía una población de 5 habitantes y una densidad poblacional de 0,05 personas por km².

## Geografía
El municipio de Richland Center se encuentra ubicado en las coordenadas 46°30′6″N 103°38′1″O / 46.50167, -103.63361. Según la Oficina del Censo de los Estados Unidos, el municipio tiene una superficie total de 92.36 km², de la cual 92,28 km² corresponden a tierra firme y (0,09 %) 0,08 km² es agua.

## Demografía
Según el censo de 2010, había 5 personas residiendo en el municipio de Richland Center. La densidad de población era de 0,05 hab./km².